# Place de la Grande-Paix-de-Montréal
La place de la Grande-Paix-de-Montréal, est une place de Montréal.

## Situation et accès
Cet espace de verdure est situé entre Pointe-à-Callière, musée d'archéologie et d'histoire de Montréal et le Centre d'histoire de Montréal, traversée en son long par un chemin pavé. 
C'est un site historique situé à l'ouest du Musée Pointe-à-Callière. 

## Historique
La place de la Grande-Paix-de-Montréal est une partie de la place d'Youville qui a été rebaptisée en 2001 lors du tricentenaire de la grande paix de Montréal.

## Bâtiments remarquables et lieux de mémoire
On y trouve des monuments qui rappellent l'histoire de Montréal dont :
- un obélisque (le Monument aux pionniers) ;
- un puits (creusé par Jacques Archambault) ;
- l'emplacement de la petite rivière Saint-Pierre ;
- le pont qui l'enjambait ;
- une borne qui a servi à l'arpentage ;
- une œuvre d'art public de Gilles Mihalcean intitulée La Peur.

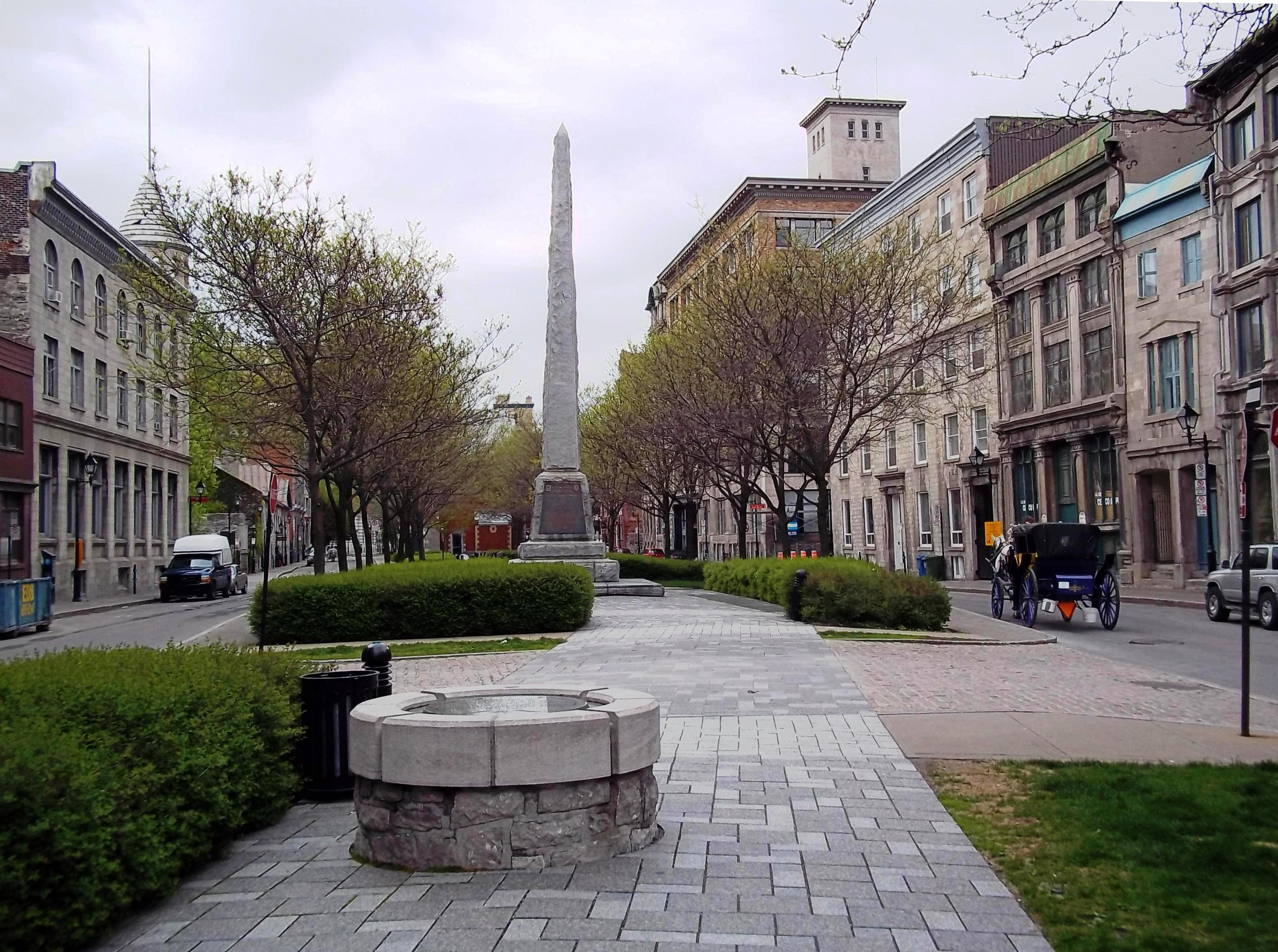
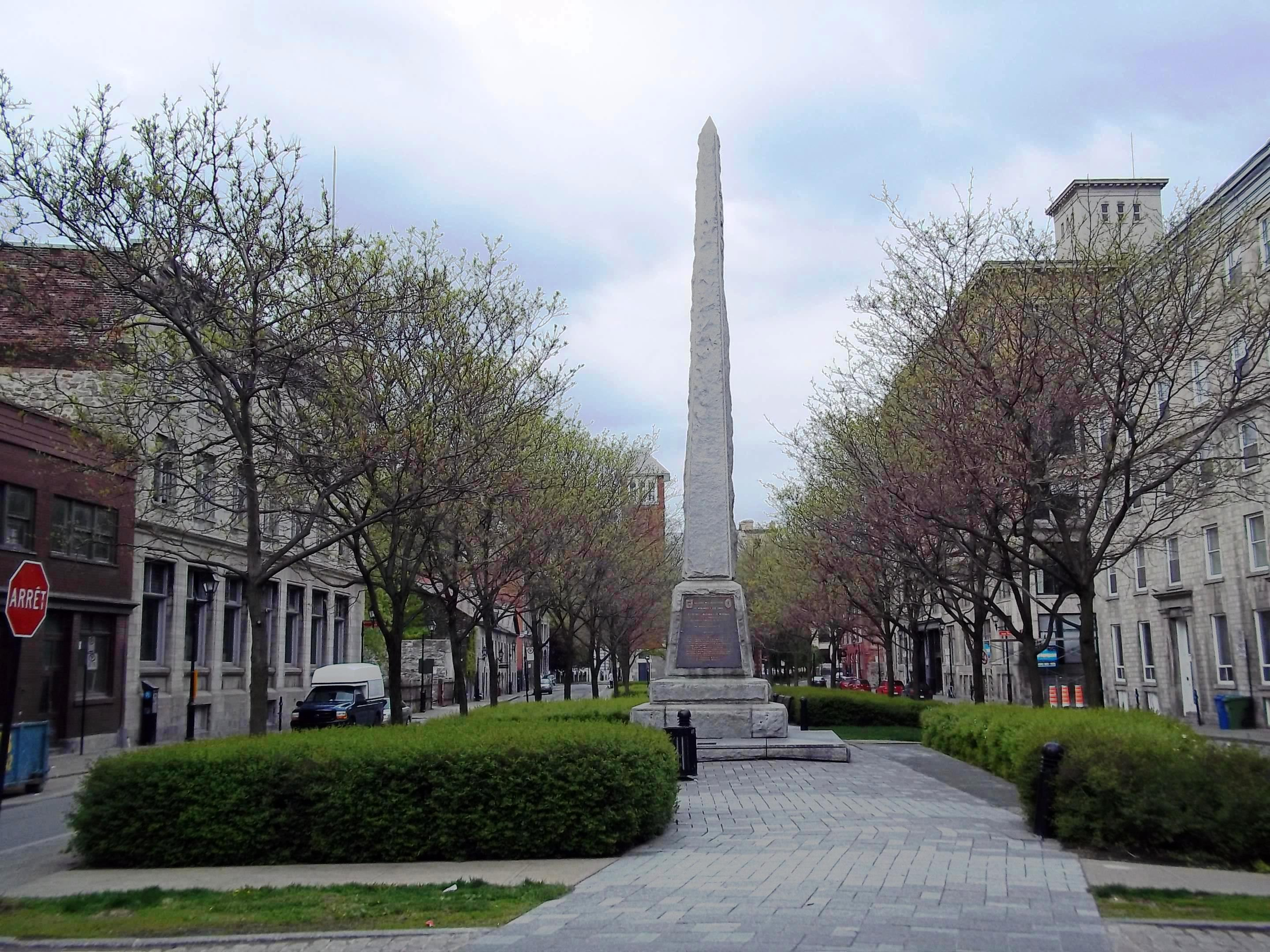
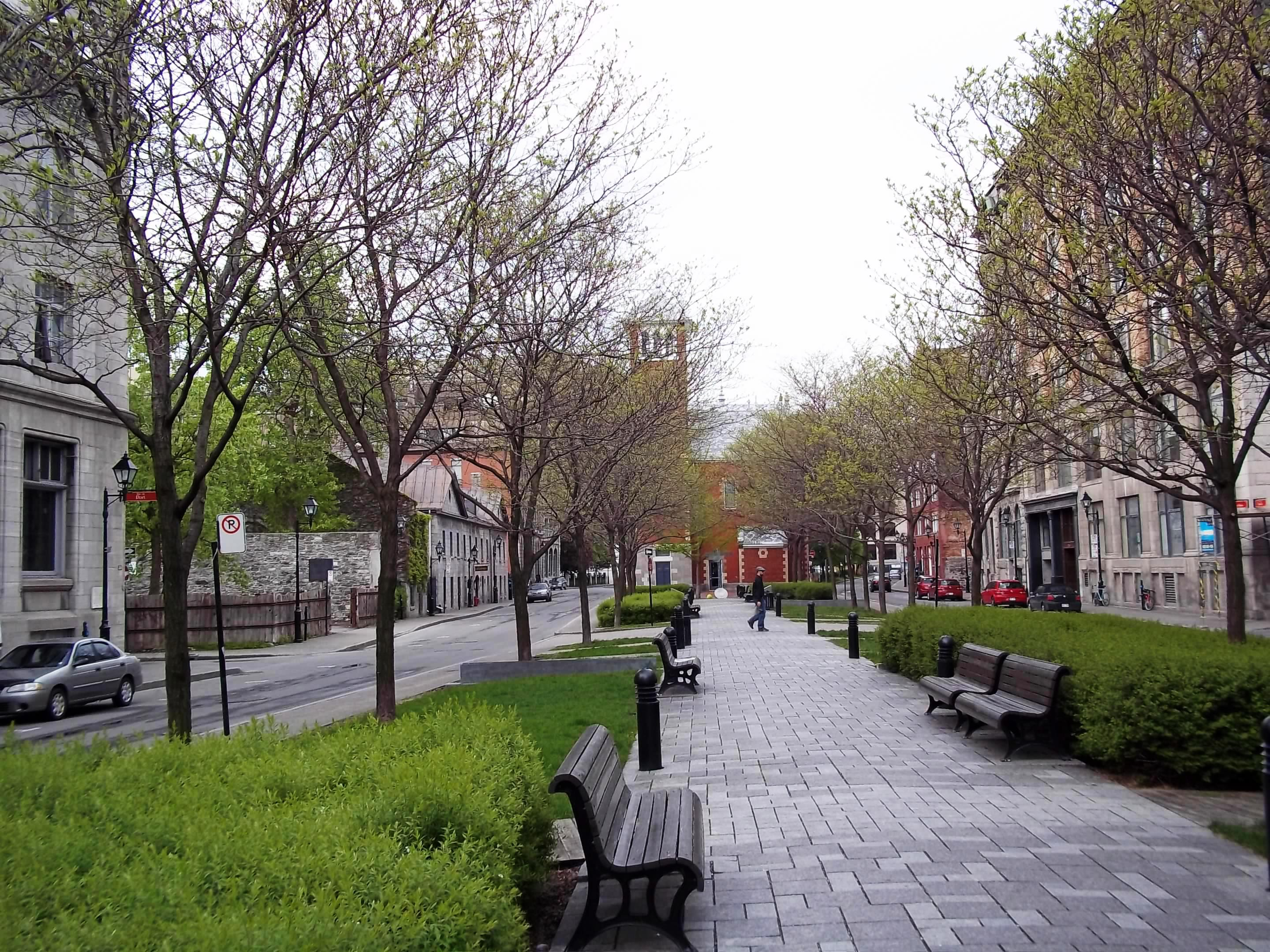
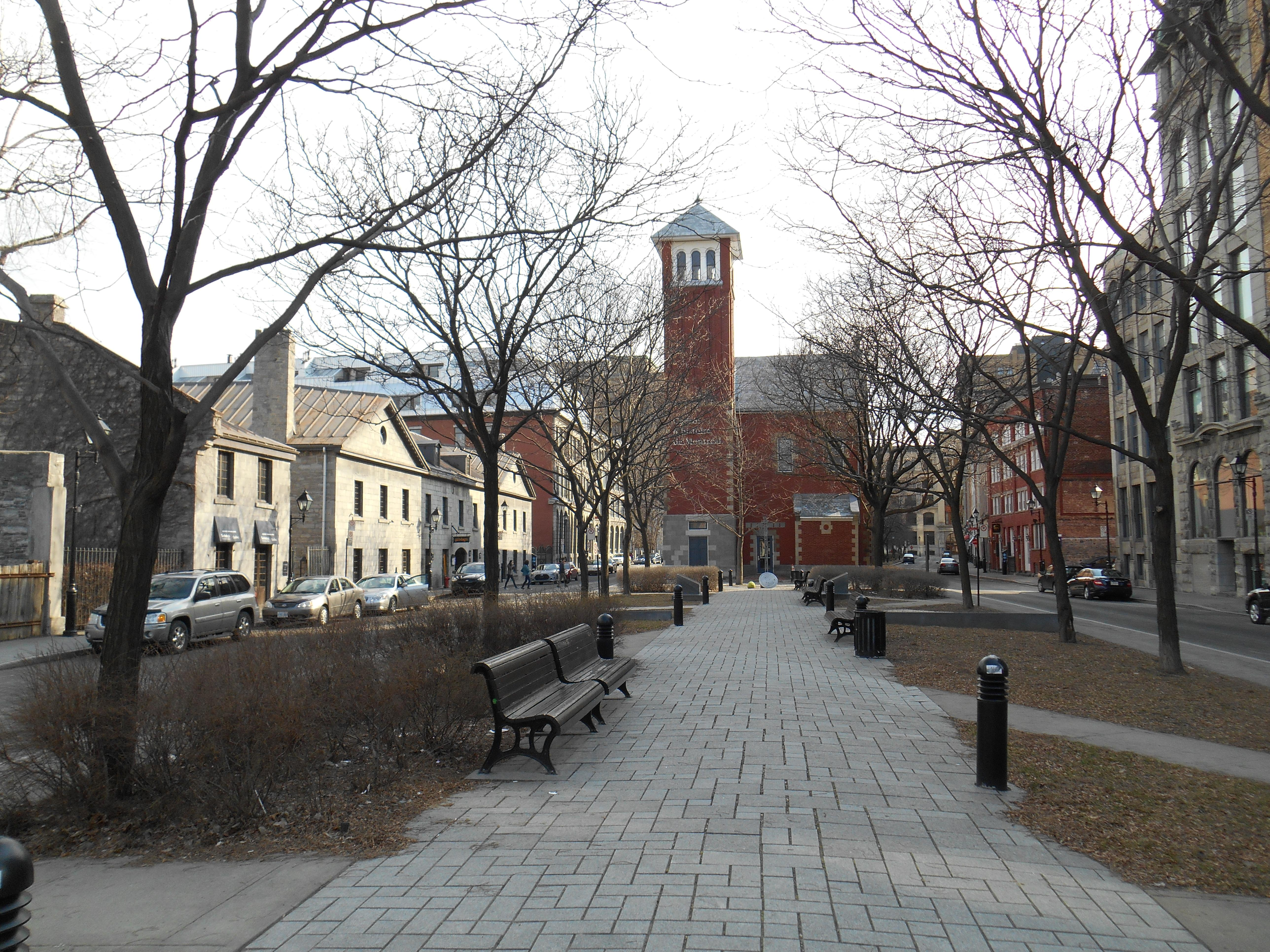

### Le Monument aux pionniers
Le Monument aux pionniers est une œuvre de l'architecte-arpenteur J.-A.-U. Baudry installée en 1893, année suivant les célébrations du 250e anniversaire de la fondation de Montréal. « Le Monument est composé d'un obélisque posé sur un piédestal quadrangulaire, orné de quatre plaques de bronze en forme de trapèze, sur lesquelles on peut lire des inscriptions historiques ».

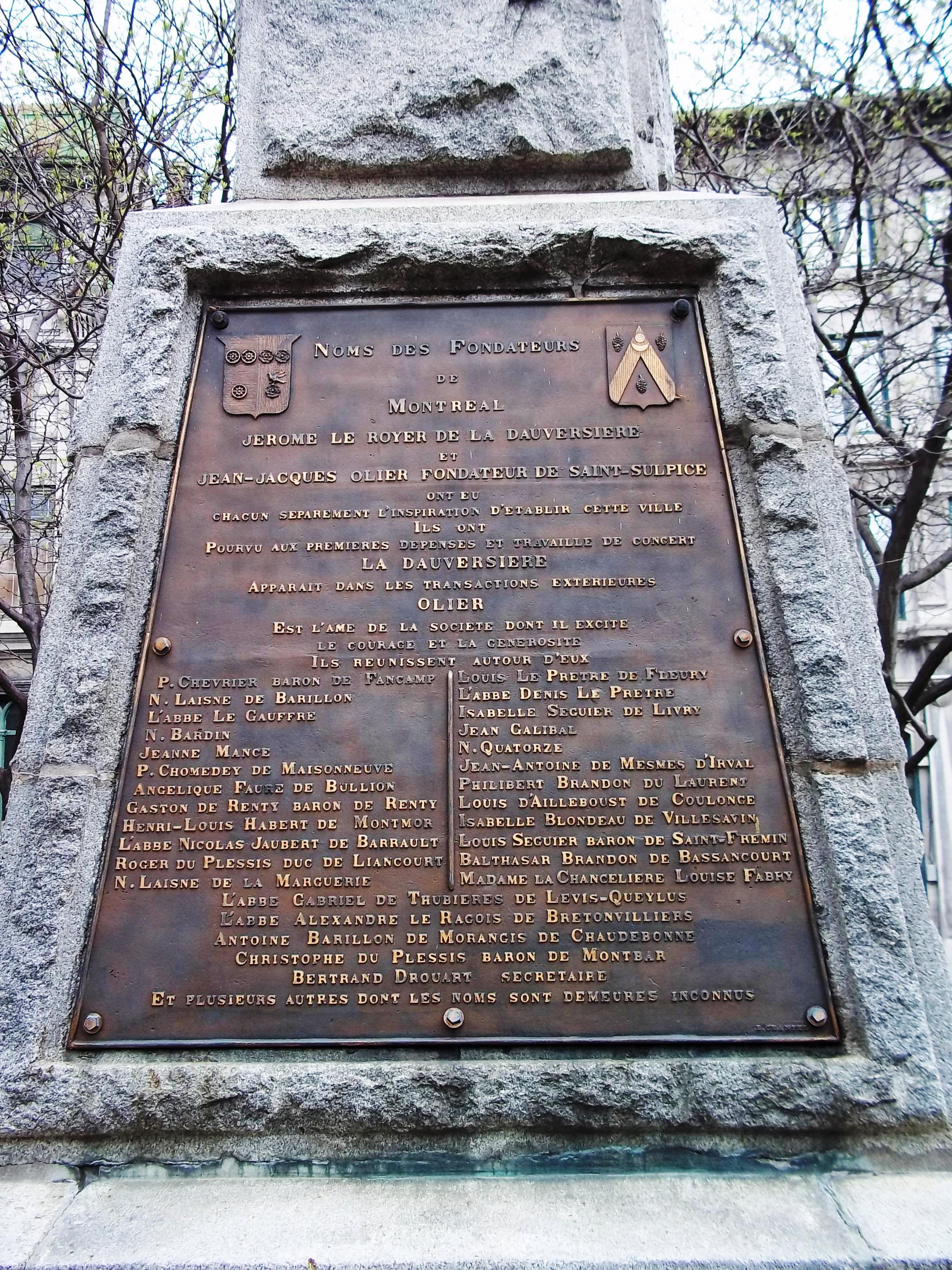
Noms des fondateurs
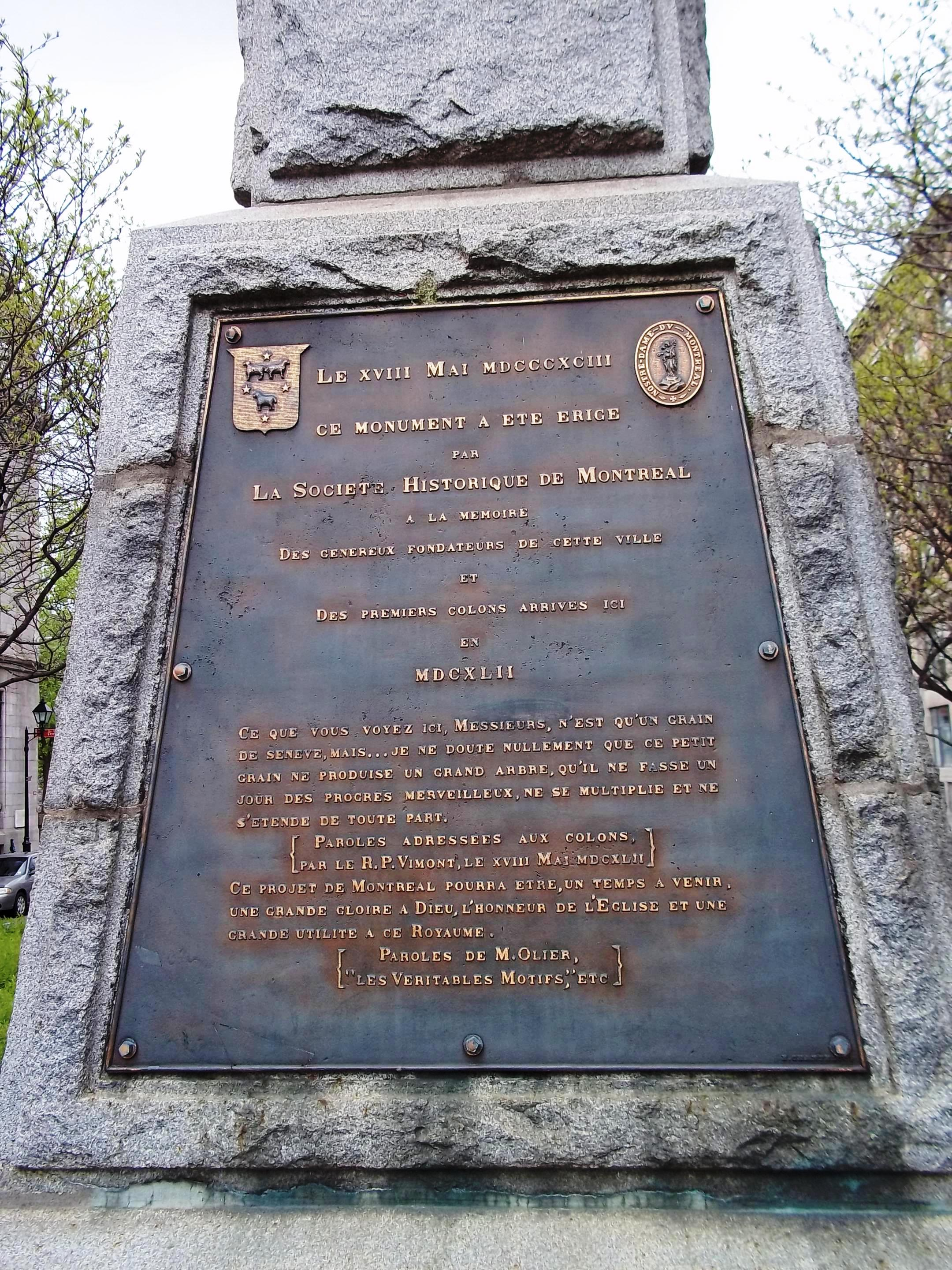
Auteur du monument
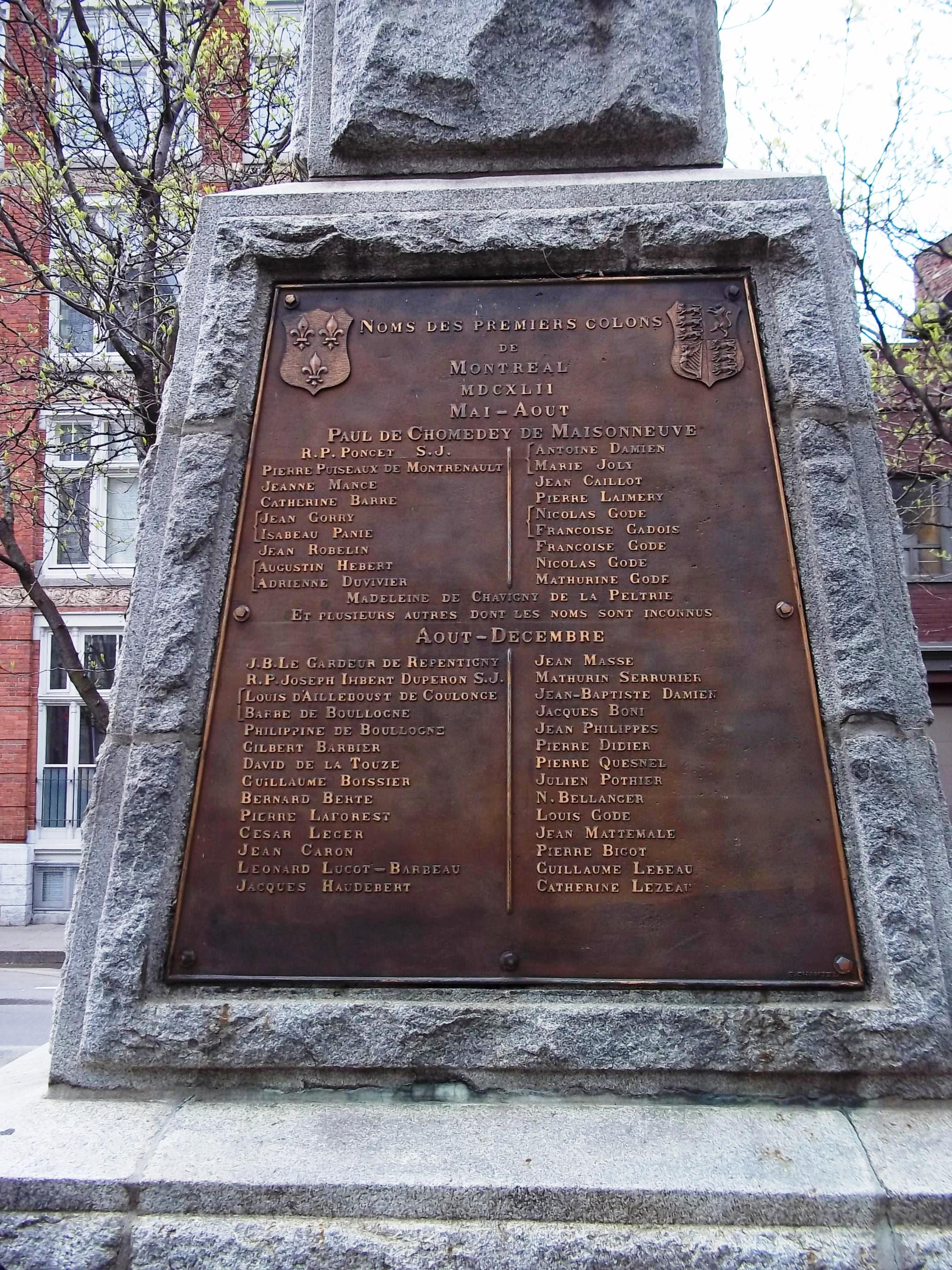
Premiers colons
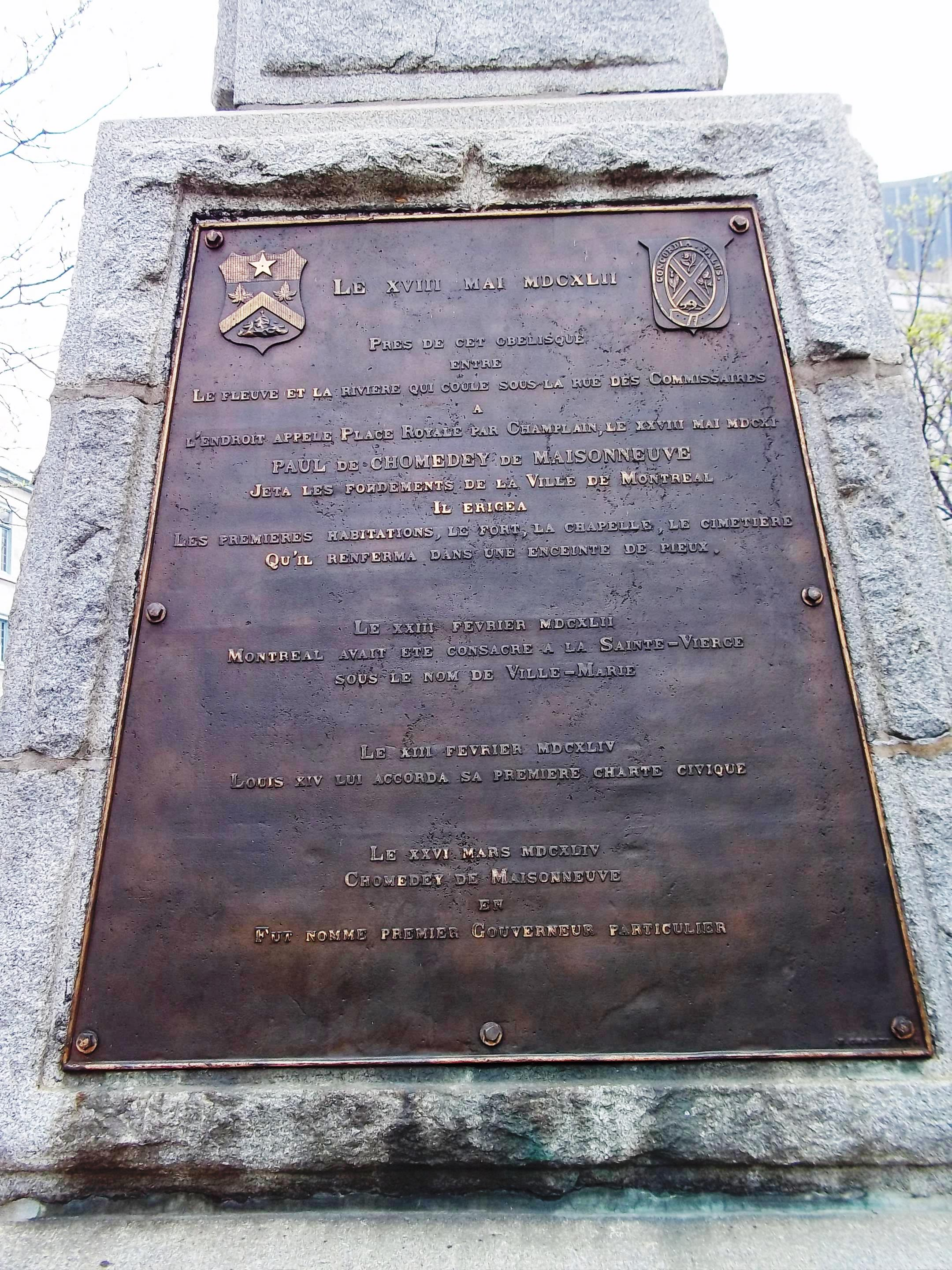
Date de fondation

### Le puits
Près du l'Éperon de Pointe-à-Callière, se trouve une réplique d'un puits avec une place où est inscrit : « Près d'ici sur la place d'armes du fort Jacques Archambault (1604-1688) ancêtre unique des Archambault d'Amérique creusa en 1658 le premier puits de l'île de Montréal à la demande de M. de Maisonneuve ».

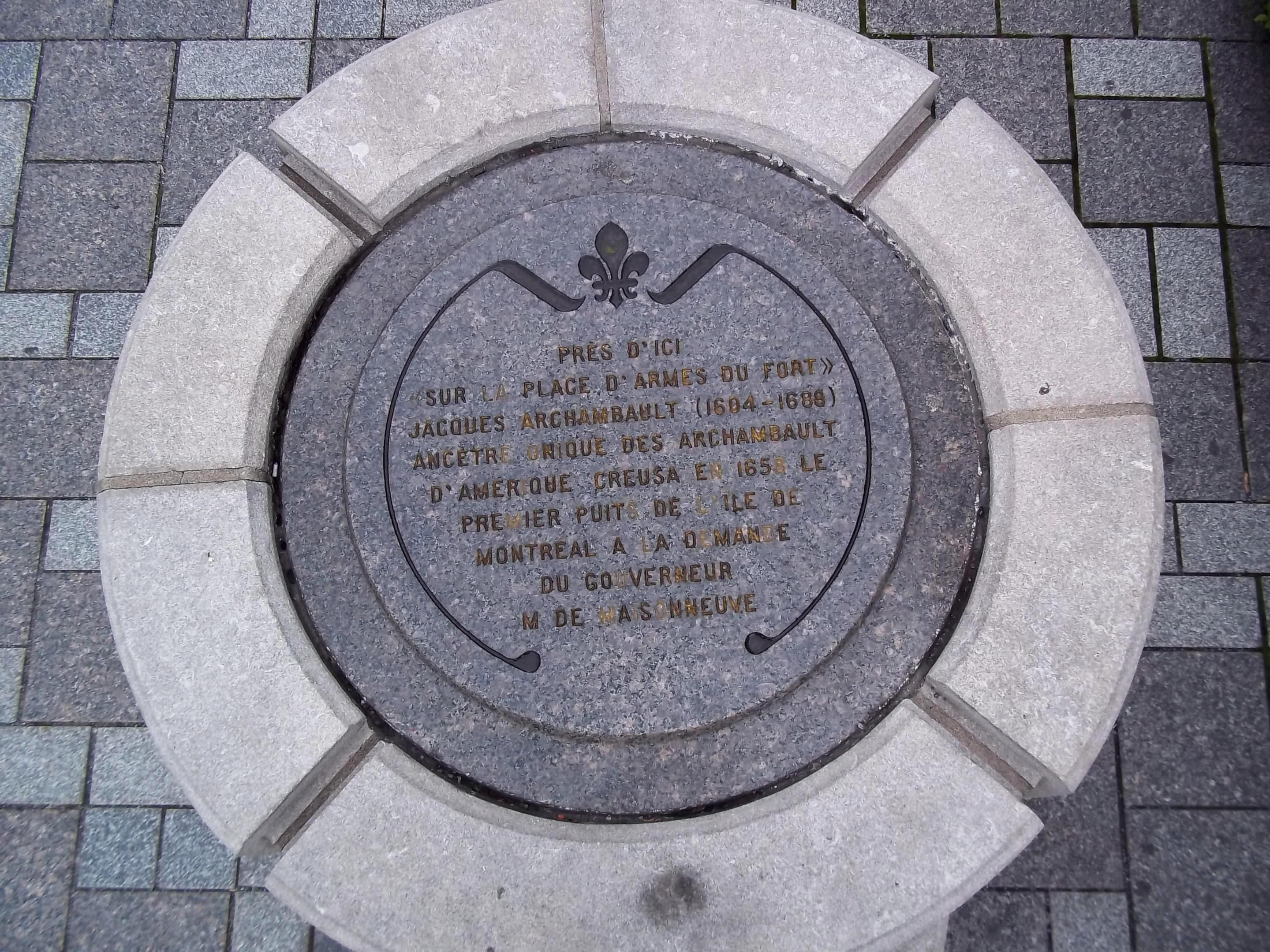
Puits

### Plaques
Sur la plaque La Grande Paix de Montreal, on peut y lire : « Le 4 août 1701, le gouverneur de la Nouvelle-France, les délégués d'une trentaine de nations amérindiennes alliées aux Français et ceux des nations iroquoises signèrent la Grande Paix de Montréal qui mit fin à près d'un siècle de conflits. Le traité instaura la paix générale de l'Acadie aux confins du lac Supérieur, des sources de l'Outaouais au confluent du Missouri et du Mississippi. Il garantit aux Amérindiens le libre accès à de vastes territoires de chasse et assura de nouveaux marchés pour la traite des fourrures. Ce traité marqua les relations entre les Premières nations jusqu'au XIXe siècle. »
Sur la plaque Kondiaronk et Callière, est écrit : « Kondiaronk, grand chef des Wyandots de Michillimakinac, joua un rôle capital dans les négociations de la Grande Paix de Montréal grâce à son ascendant sur les chefs amérindiens et au respect que lui vouaient les Français. Son discours du 1er août 1701 fut un point déterminant dans la conclusion de la paix. Fin stratège militaire, Louis-Hector de Callière, gouverneur de Montréal, se fit valoir dans la défense de la ville. À ce titre, puis comme gouverneur général de la Nouvelle-France, il démontra des qualités diplomatiques exceptionnelles lors des pourparlers avec les Premières nations, lesquels menèrent à la signature de la Grande Paix. »

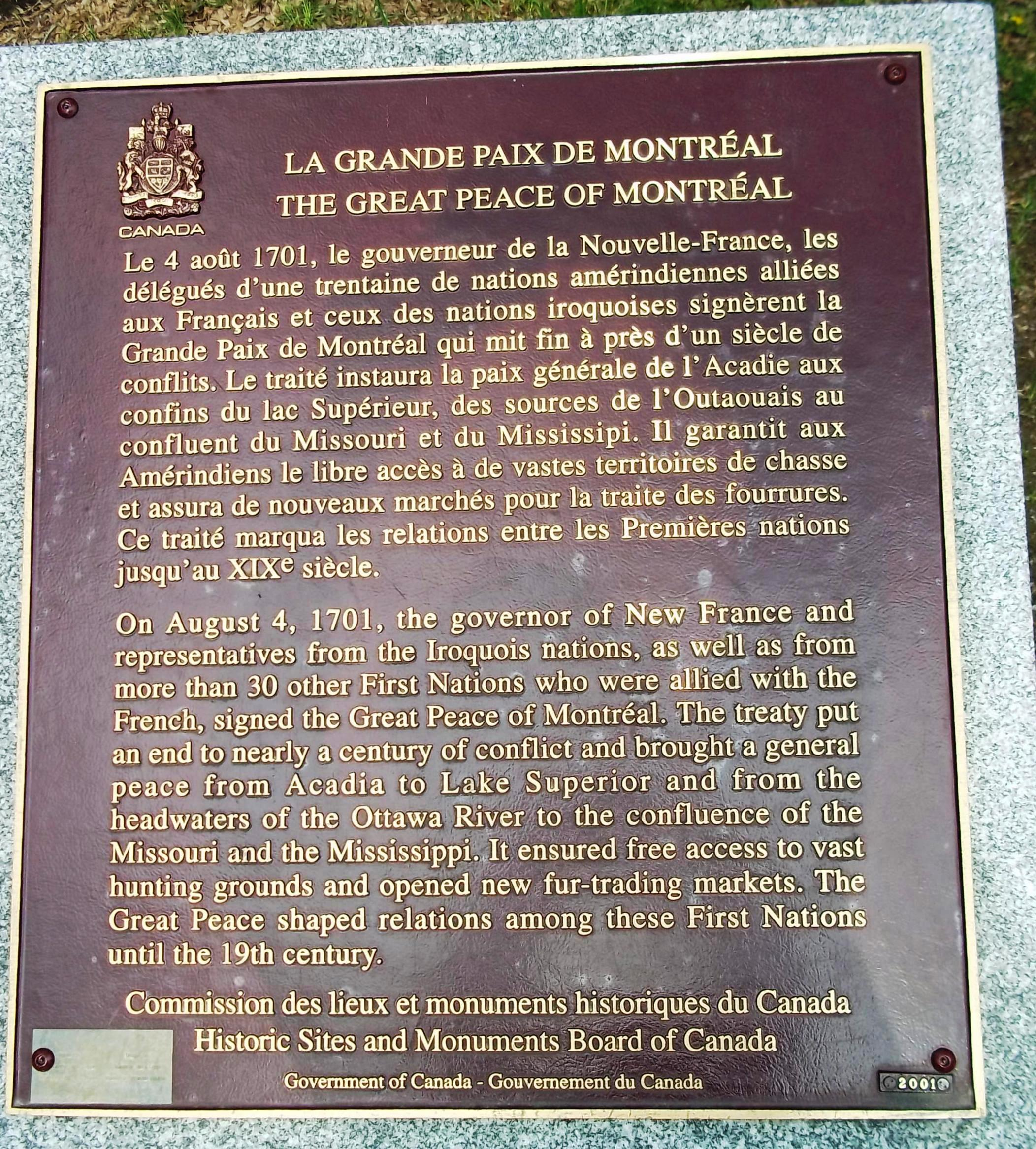
La Grande Paix de Montréal
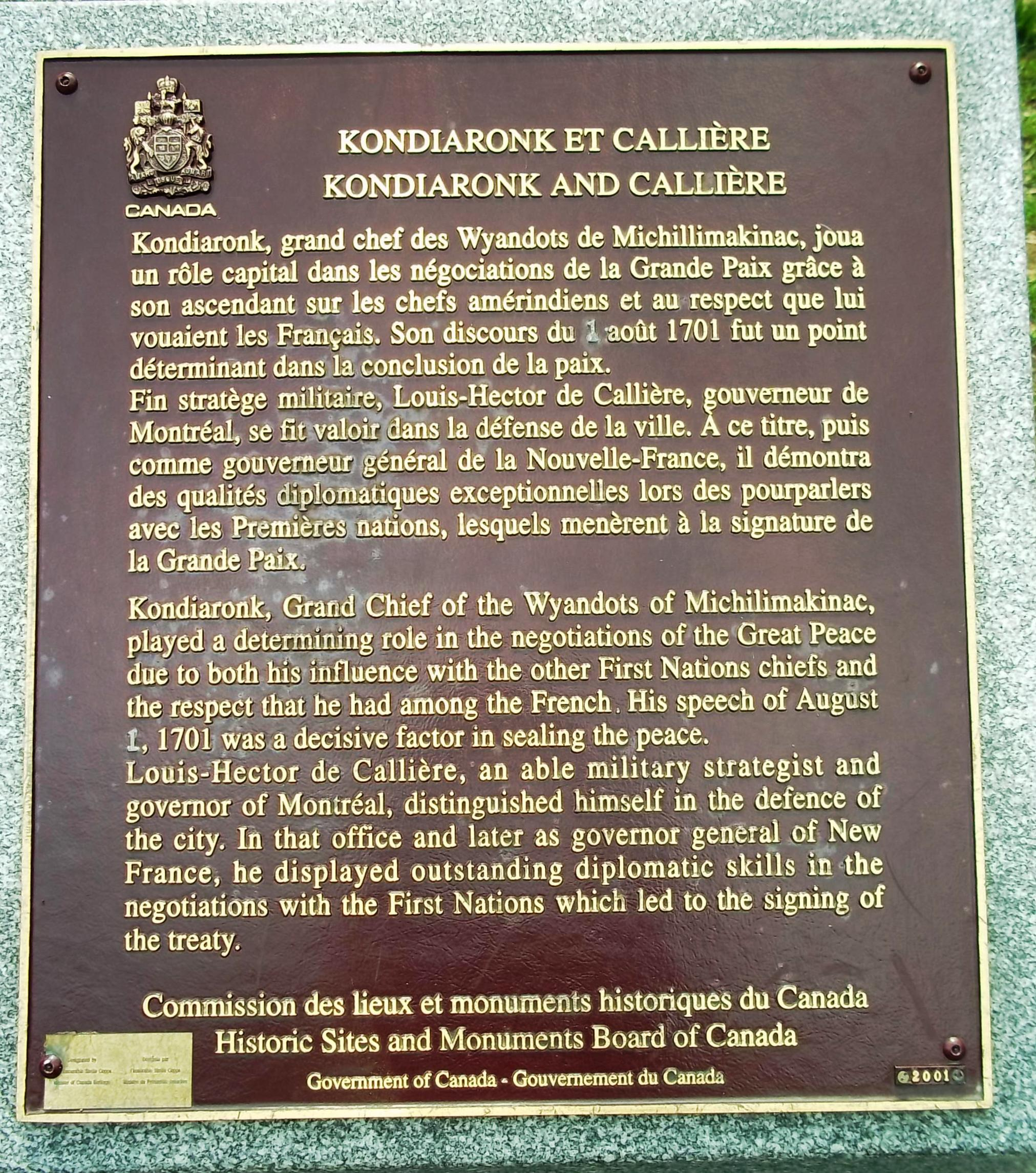
Kondiaronk et Callière

### La Peur
Près du Centre d'histoire de Montréal se trouve l'œuvre de Gilles Mihalcean intitulée La Peur. Elle est composée de plusieurs éléments : une croix, un disque, une pierre, un doigt replié.

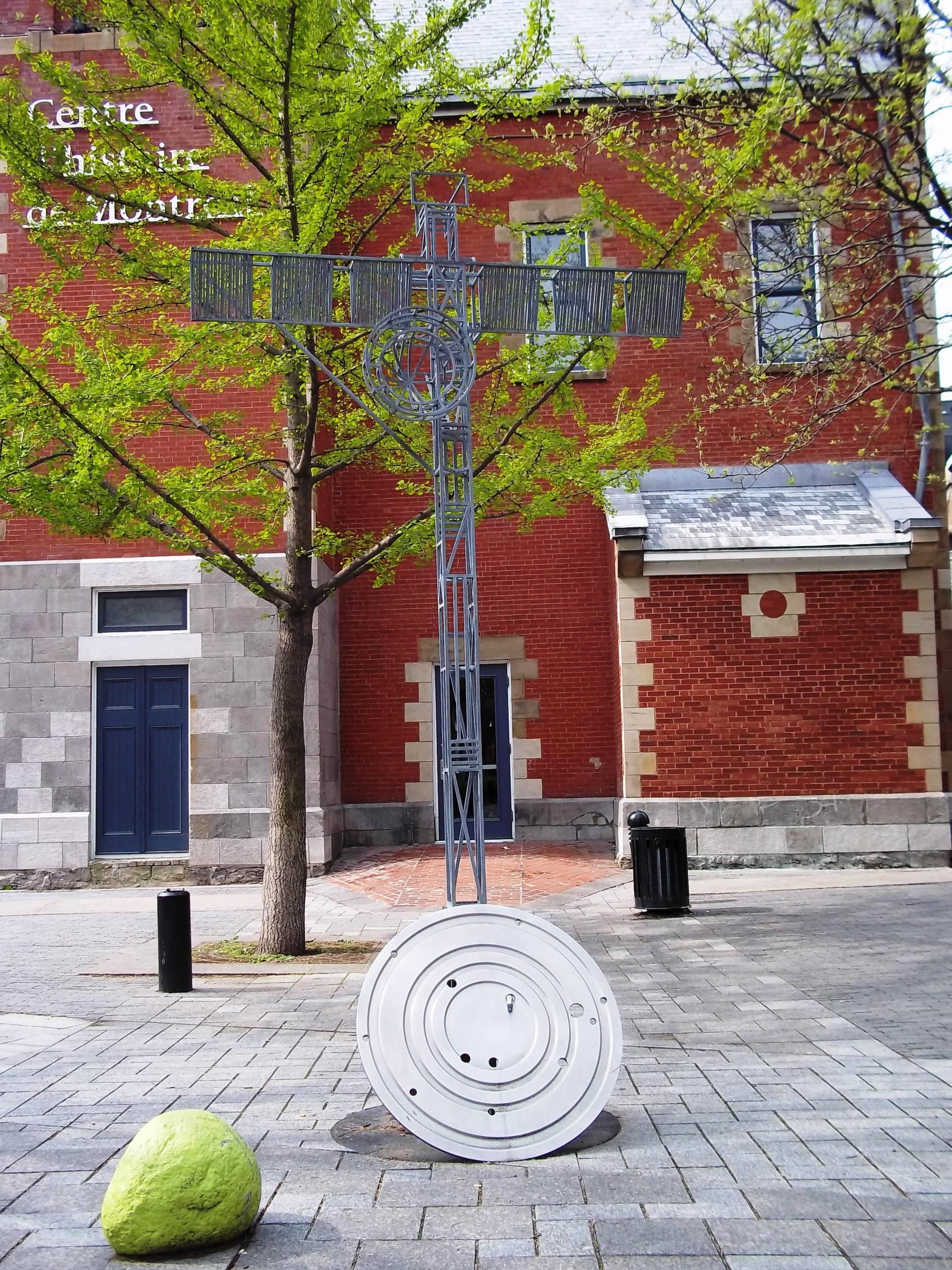
La Peur